# Vierundzwanzigpunkt-Marienkäfer

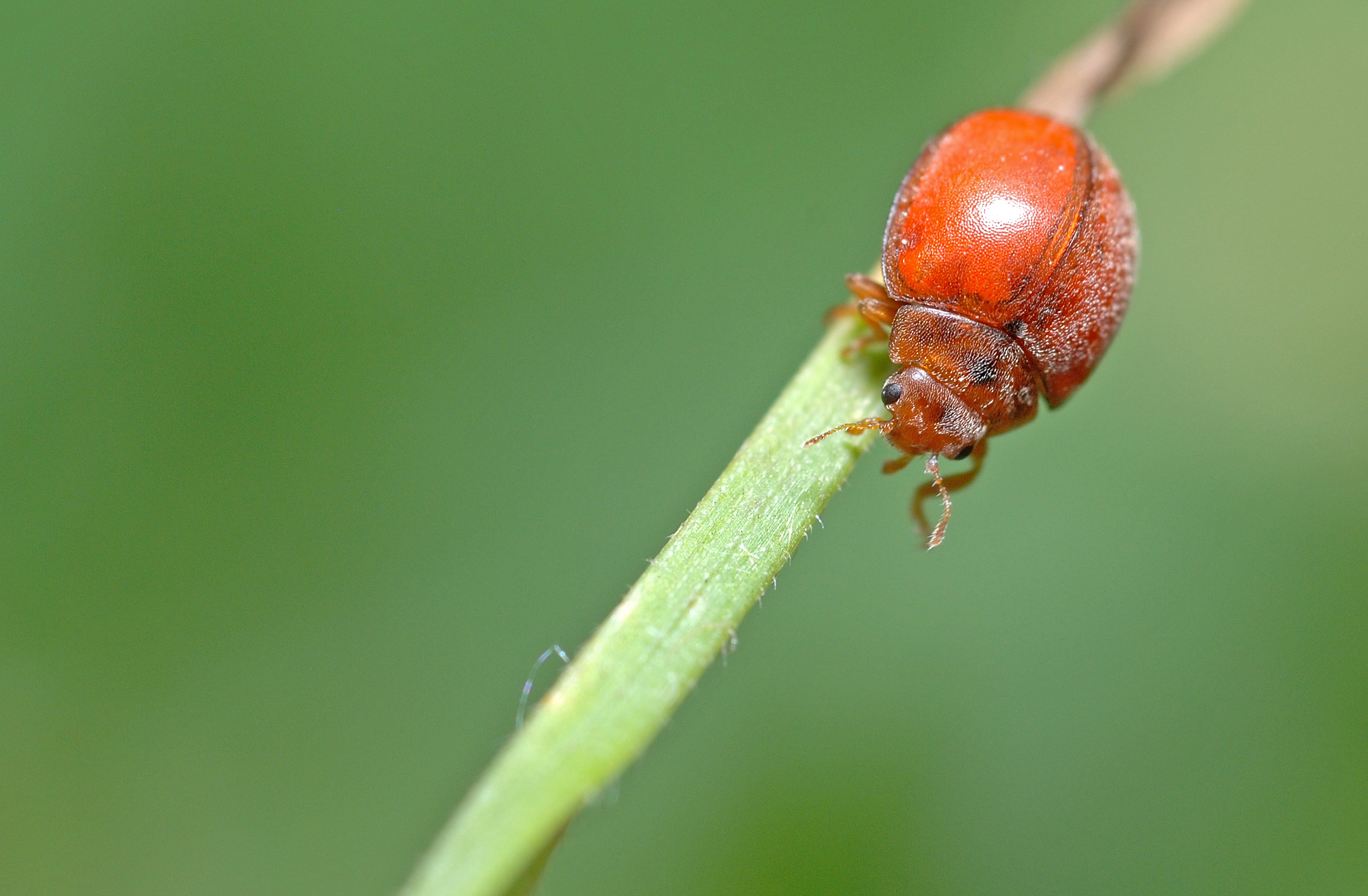
Exemplar ohne Punkte

Der Vierundzwanzigpunkt-Marienkäfer oder Luzerne-Marienkäfer (Subcoccinella vigintiquatuorpunctata) ist ein Käfer aus der Familie der Marienkäfer (Coccinellidae).

## Merkmale
Die Käfer werden drei bis vier Millimeter lang, haben einen stark gewölbten und sehr fein behaarten Körper. Sie haben orange bis rotbraune Deckflügel mit je zwölf schwarzen Punkten. Auf dem Halsschild sind ein bis drei verwaschene schwarze Flecken miteinander verbunden. Der restliche Bereich ist orange gefärbt. Die Art ist sehr variabel. Neben der Nominatform mit roten Deckflügeln und vielen schwarzen Punkten existieren auch Formen, bei denen die Punktierung völlig fehlt oder diese so stark ausgeprägt ist, dass sie zusammenlaufen und die Flügeldecken schwarz erscheinen lässt. Es gibt auch Exemplare mit hellen Punkten.

## Vorkommen
Die Tiere kommen in der gesamten Paläarktis außer im hohen Norden vor. Man findet sie unter anderem auf trockenen Wiesen, Heiden und Trockenrasen bzw. überall dort, wo Schmetterlingsblütler wachsen. Sie kommen von niedrigen Lagen bis in das tiefere Bergland vor. Es werden zwei bis drei Generationen pro Jahr gebildet.

## Lebensweise
Die Käfer und auch Larven gehören zu den wenigen Arten der Marienkäfer, die sich polyphag von verschiedenen Pflanzen ernähren. Bevorzugt werden Nelkengewächse wie Seifenkräuter (Saponaria spec.), Leimkräuter (Silene spec.), Pechnelken (Lychnis spec.), Nelken (Dianthus spec.) sowie Schmetterlingsblütler wie etwa Luzerne (Medicago spec.) und Klee (Trifolium spec.), darüber hinaus auch Rüben (Baia spec.) und Kartoffeln (Solanum tuberosum). Dabei werden gelegentlich große Schäden an landwirtschaftlich kultivierten Pflanzen angerichtet. Die Käfer fressen kleine Löcher in die Oberseite der Blätter, ohne dass die Unterseite beschädigt wird.
Die Weibchen legen etwa 200 bis 300 Eier in kleinen Gruppen auf die Blätter der Futterpflanzen ab. Die Larven leben auf der Blattunterseite.

## Weblinks

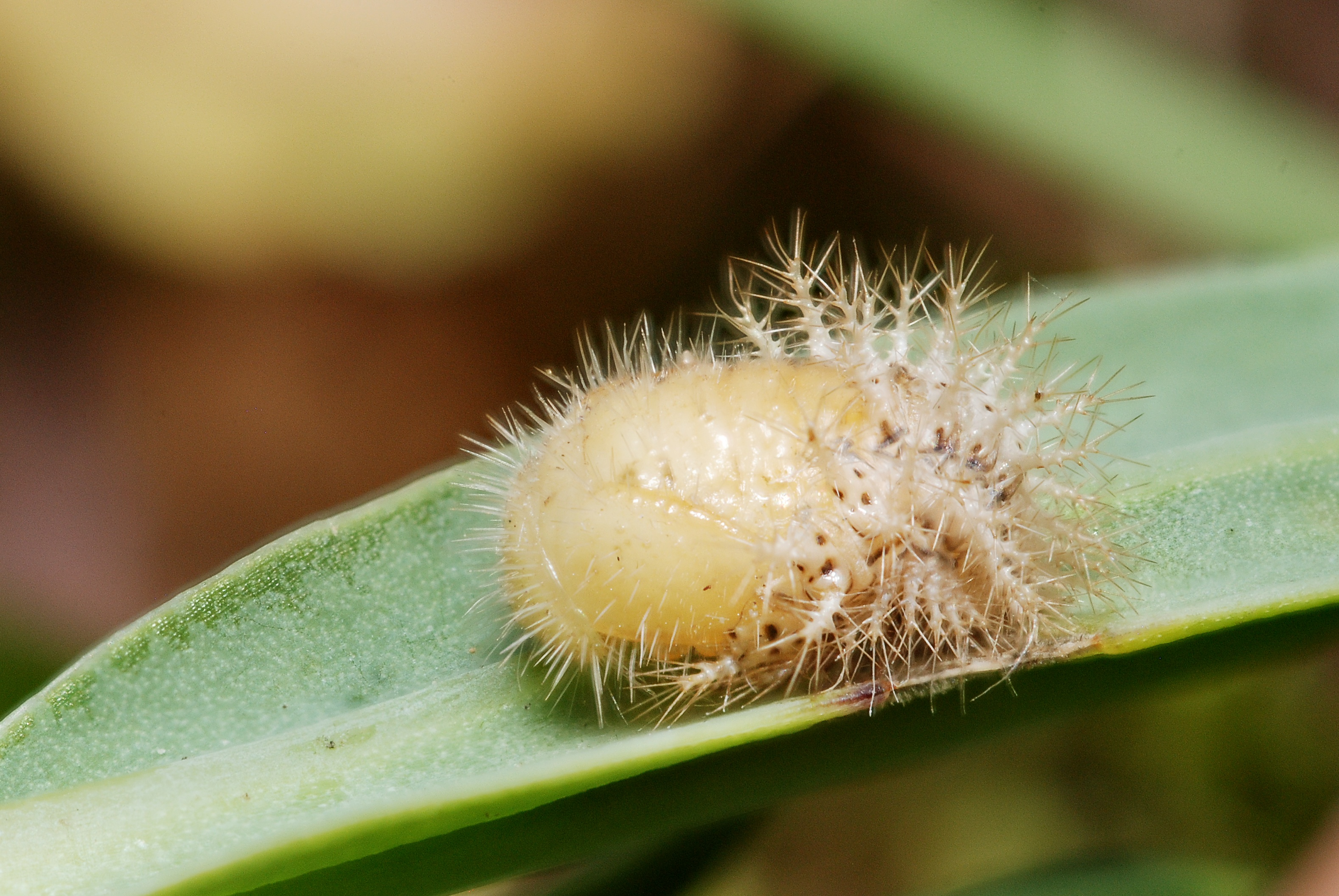
Puppe
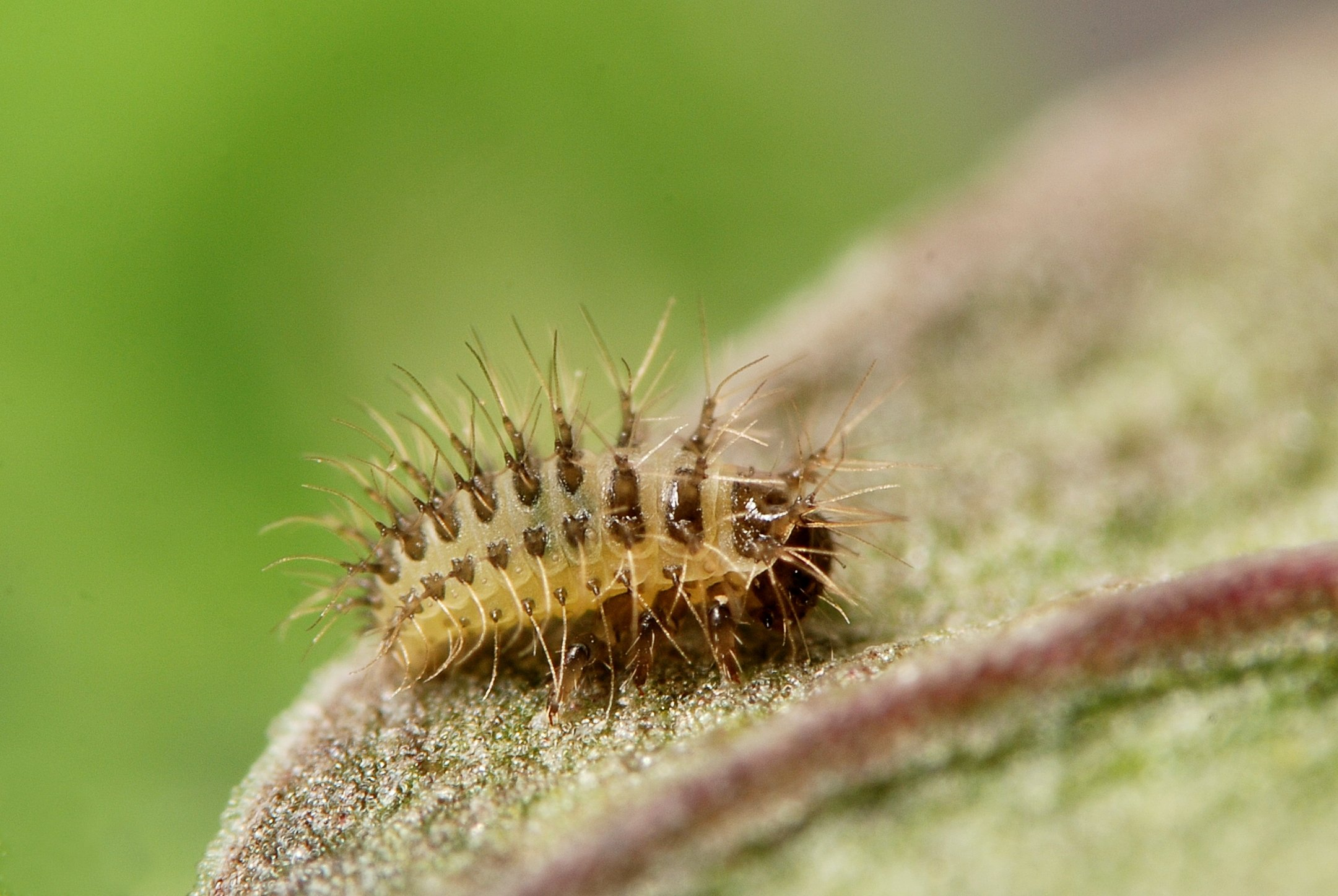
Larve
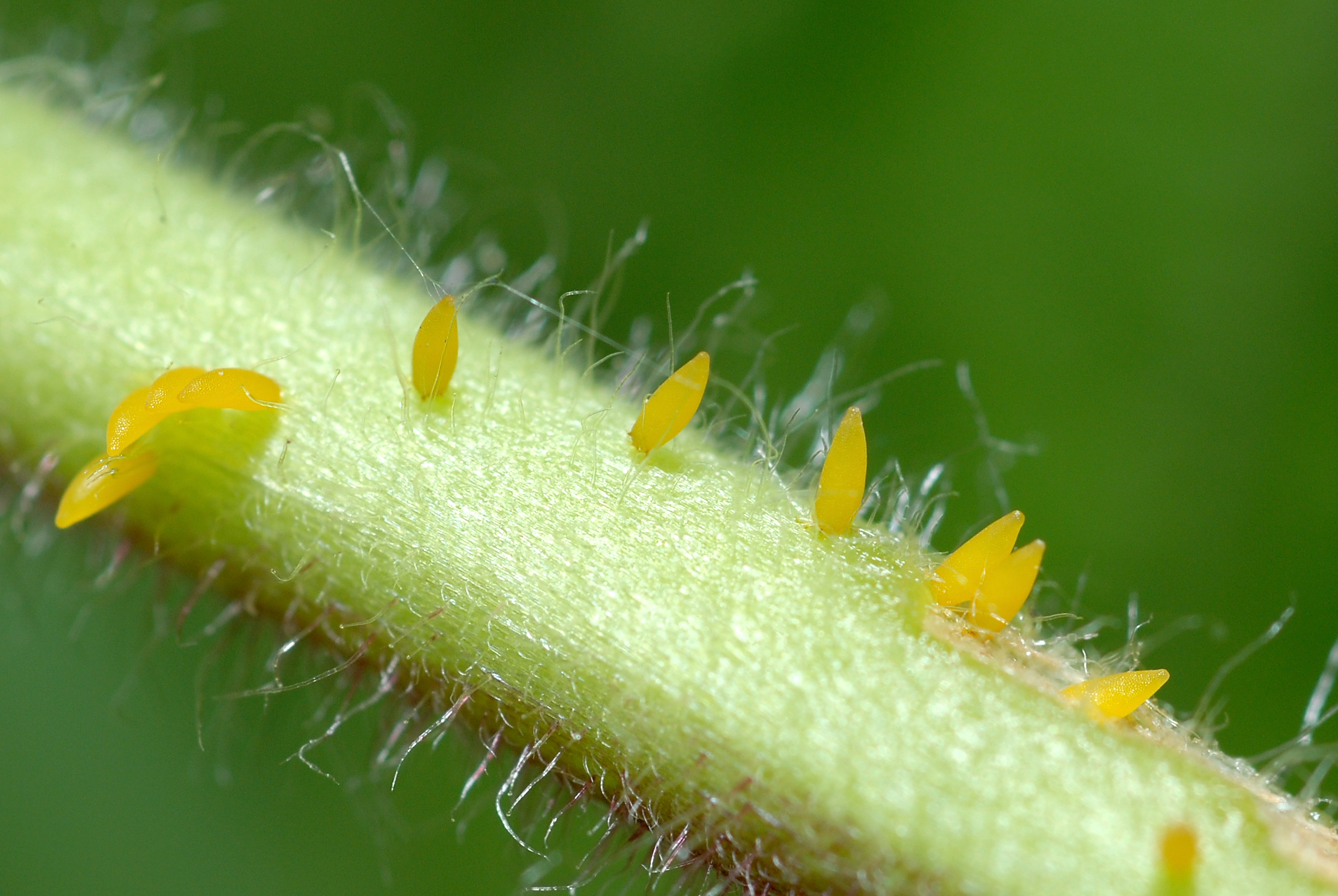
Eier